# Vodní pila
Vodní pila, resp. pilný mlýn, je provozovna (pila na vodní pohon), která zpracovává dřevo z polotovaru klád na řezivo (trámy, latě, prkna, fošny apod.). Obvykle se jednalo o jednoduchou podélnou budovu. Vodní pohon pily je obdobný jako konstrukce pohonu vodního mlýna. Vodní pily byly postupně vytlačeny pilami na parní pohon a následně pilami s elektromotory. Některé současné pily vznikly přestavbou vodních pil. Princip vodních pil je známý již od starověku a dokonce v některých případech se vodní pily používaly i pro řezání kamene. V České republice se historie používání vodních pil datuje od středověku. Umístění vodní pily bylo determinováno dostupností řezaného materiálu, dopravní dostupností a dostatkem vodní masy.

## Popis

Schema starověké římské vodní pily na kámen

Podobně jako u moderních pil, u vodních pil je centrem provozu rámová pila („katr“), což byl nejprve dřevěný a později kovový rám s paralelně napjatým pilovým listem/pilovými listy, který pohybuje pilovým listem/listy ve vertikálním směru. Existovaly také vodní pily s horizontálním pohybem rámů nebo rámy s pásovými pilami či kotoučovou pilou. Rám se pohybuje ve vedení. Kláda/trám je připevněna na vozíku umístěném na kolejnicích a přísun klád obstarávají vroubkované válce jako podavače. Pohon vodní pily (stejně jako vodního mlýna) zajišťuje vodní (mlýnské) kolo na vrchní vodu (tzv. korečník), střední vodu nebo spodní vodu (tzv. lopatník) a později byly k pohonu používány i vodní turbíny. Princip je založen na průtoku vody náhonem přes vodní kolo (změna kinetické energie a potenciálni energie hmoty pohybující se vody na mechanickou práci - otáčení vodním kolem). V České republice se k pohonu vodních pil nejčastěji používalo kolo na vrchní vodu. Důležitým prvkem pily byla také převodovka, klikový mechanismus pohonu rámu a regulace řezání.

Pohon vodní pily
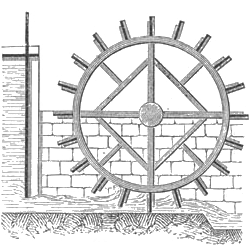
Kolo na spodní vodu
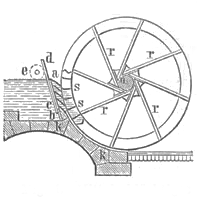
Kolo na střední vodu
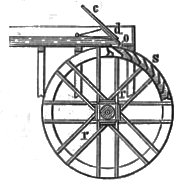
Kolo na vrchní vodu
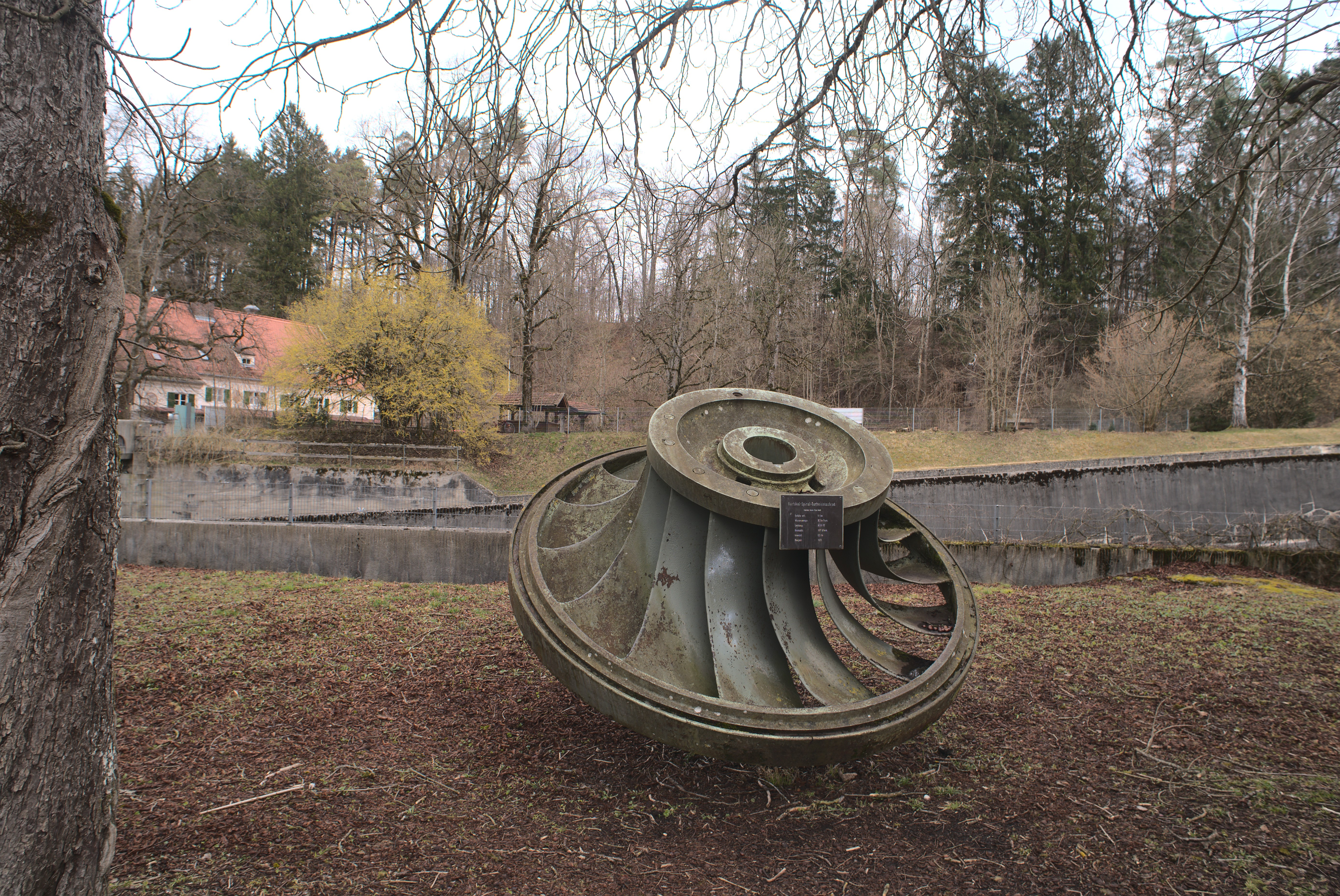
Vodní turbína

K provozu vodní pily patřil také prostor na skladování, sušení a odvoz řeziva. Některé vodní pily byly také zásobované vodními plavebními kanály pro dopravu dřeva.
V některých případech vodní pila bývala součástí soustředěného shluku více vodotechnických zařízení (zpravidla spolu s vodním mlýnem aj.). Vodní pily pak byly nepravidelně v provozu v závislosti na množství vody, přičemž se většinou  upřednostňovalo mletí obilí. V těchto lokalitách se na vodních pilách řezalo především na sklonku zimy a na jaře nebo v době tání sněhu a po vydatných deštích. V současnosti jsou některé existující vodní pily technickými památkami.

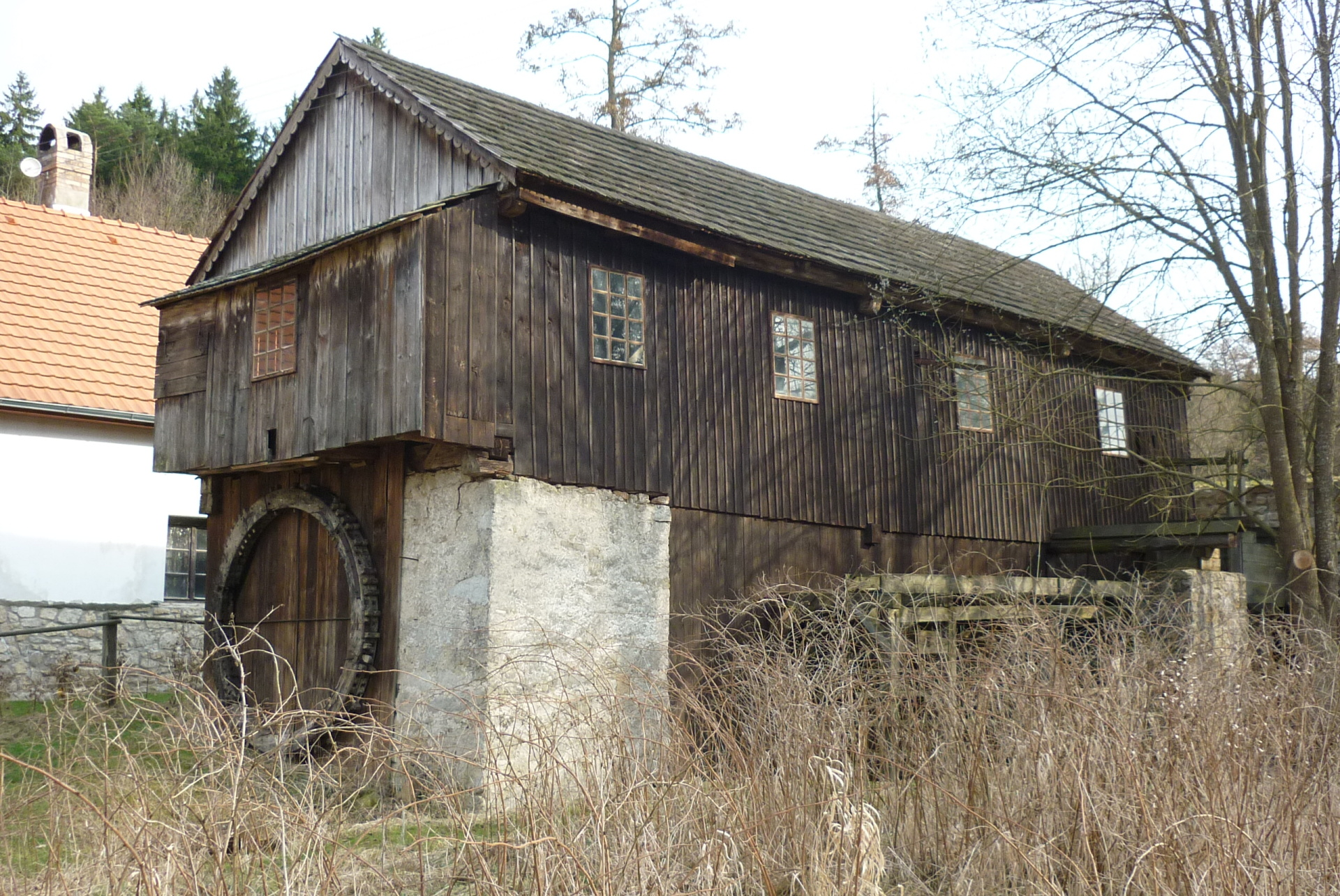
Vodní pila Penikov
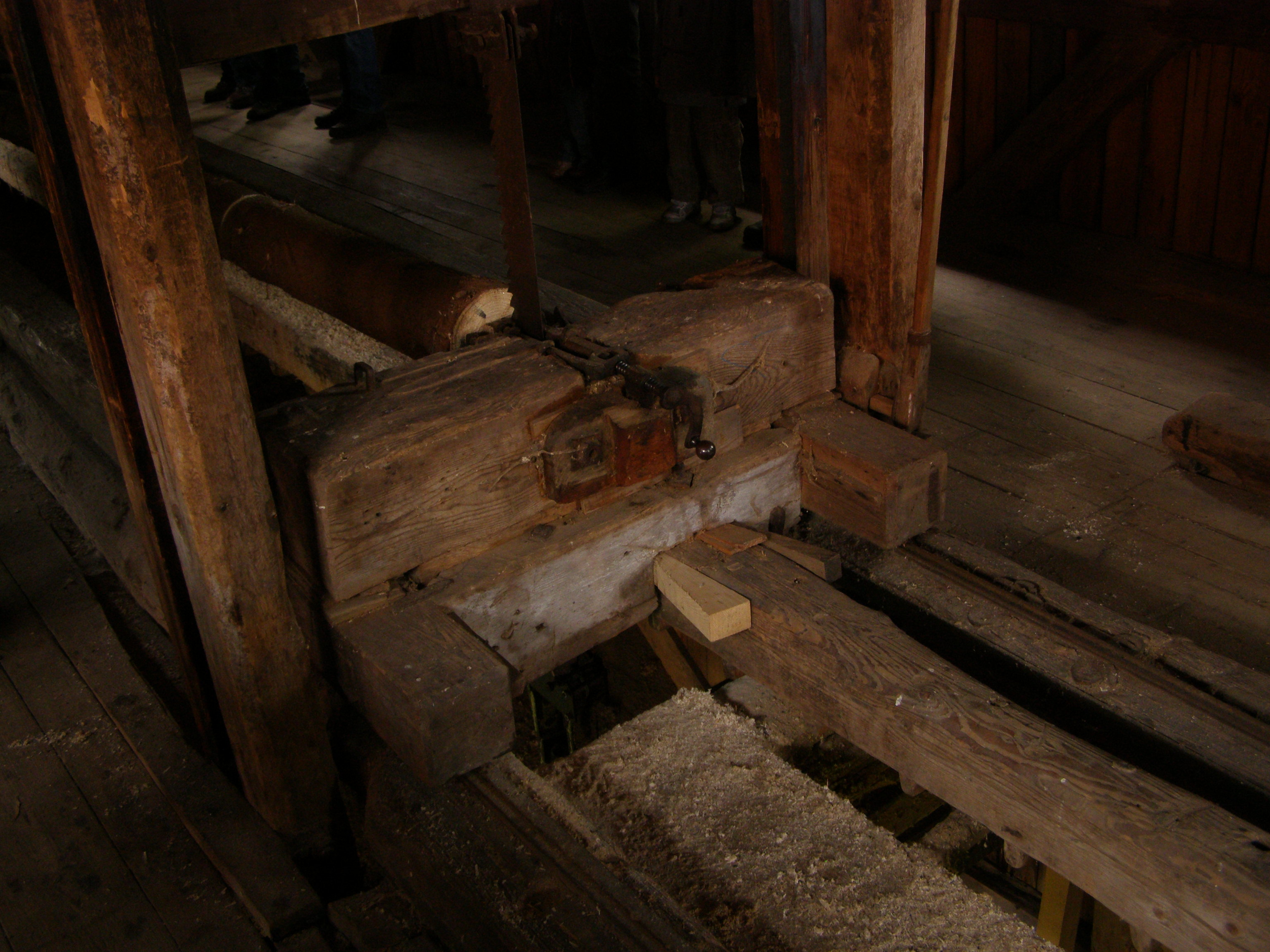
Vodní pila Penikov